# Missed Connections (película de 2012)
Missed Connections es una película estadounidense de comedia y romance de 2012, dirigida por Martin Snyder, que a su vez la escribió junto a Marnie Hanel, musicalizada por Dan Lubell, en la fotografía estuvo Paul E. McCarthy y los protagonistas son Jon Abrahams, Mickey Sumner y Waris Ahluwalia, entre otros. El filme fue realizado por Gables Entertainment y se estrenó el 19 de abril de 2012.

## Sinopsis
El amor no es azar, es estrategia. Este largometraje trata acerca del esfuerzo que realiza la gente de Nueva York para hallar una pareja.